# روجر بي. هايدن
روجر بي. هايدن (بالإنجليزية: Roger B. Hayden)‏ هو سياسي أمريكي، ولد في 1945. حزبياً، نشط في الحزب الجمهوري.